# 拱北里
拱北里為臺灣新北市汐止區轄下之一里。轄區主要位於汐萬路二段以及北港溪中下游段。拱北殿在該里附近。拱北里周邊是山區。